# Willie Colón (amerikansk fodboldspiller)
 For alternative betydninger, se Willie Colón (flertydig). (Se også artikler, som begynder med Willie Colón)
Willie Colon (født 9. april 1983) er en professionel amerikansk fodbold-spiller fra USA, der spiller for det professionelle NFL-hold New York Jets. Han spiller positionen offensive tackle.